# Opticks
Opticks: or, a treatise of the reflexions, refractions, inflexions and colours of light. Also two treatises of the species and magnitude of curvilinear figures —en español: Óptica: o tratado de las reflexiones, refracciones, inflexiones y colores de la luz— es un libro escrito por Isaac Newton relacionado con la óptica. El libro comienza con una pequeña introducción en donde explica someramente el contenido del tratado y prueba propiedades de la luz con métodos experimentales.

## Libro Primero
El Libro Primero emprende con una serie de definiciones y axiomas. En la parte de definiciones comienza con rayo de luz, refrangibilidad y reflexibilidad, ángulo de incidencia, ángulo de reflexión, luz simple, senos de incidencia, reflexión y refracción. En la parte de Axiomas describe como se comportan los rayos de luz y describe las propiedades de los ángulos ya mencionados. Un ejemplo es «El ángulo de reflexión es igual al ángulo de incidencia». También expone lo que se conoce como la ley de Snell para distintos casos, como son espejo plano, espejo esférico, superficie plana, superficie, esférica, lentes y prismas. Además se puede encontrar una sencilla explicación del funcionamiento del ojo.
La siguiente parte del Libro Primero son las proposiciones, que como el título índica, propone teoremas e indica demostraciones experimentales. Entre estos teoremas se encuentra que «la luz difiere en color también en grado de refrangibilidad» y que «la luz del Sol consta de rayos de diferente refrangibilidad». En ambos experimentos usa prismas y descarta distintas hipótesis que podrían explicar estos fenómenos para así llegar a la conclusión que demuestra su hipótesis.
Señala que las observaciones del Libro Segundo son relativas a los cuerpos delgados. Trata con el fenómeno que hoy en día se le conoce como anillos de Newton, en donde se colocan una superficie cóncava en una plana. Lo que se observa son una serie de anillos de distinto tamaño.
En la tercera parte del mismo libro se lee por primera vez acerca de su concepción corpuscular de la luz. Newton cree que el color depende del tamaño de los corpúsculos. Además opina que los corpúsculos son transparentes, «no obstante, será gran satisfacción poder descubrir tales corpúsculos al microscopio».

## Libro Tercero
El Libro Tercero es muy distinto a los otros; en este se dedica a plantear cuestiones. Estas ya no son proposiciones basadas experimentalmente, sino más bien intuiciones y propuestas para los futuros científicos. Las primeras cuestiones están relacionadas únicamente con la luz y su relación con temas como la gravedad, el calor y la materia. La Cuestión 1 enuncia: «¿Acaso los cuerpos no actúan a distancia sobre la luz y, con su acción, doblan los rayos?». Es claro el interés que tiene Newton por el efecto que tiene presionar el extremo de un ojo; ya que se pregunta en distintas ocasiones por la causa y la explicación de los «colores como los de las plumas de la cola del pavo real» que se pueden observar si se mira el lado opuesto. Se pregunta si el efecto de presionar el ojo es como el de aventar una piedra al agua estancada.
En otras cuestiones se pregunta si la existencia del éter puede explicar distintos fenómenos como reflexión, refracción, el comportamiento de la luz y la atracción gravitacional. Identifica al éter como la presencia de un ser inteligente y omnipresente.
Posteriormente utiliza lenguaje muy semejante al utilizado en la alquimia, palabra tales como «Mercuris Dulces», «per Deliquium», «Aqua Fortis» y «Pulvis fulminans» aparecen en la cuestión más larga de todas, la 31. También discute la existencia de fuerzas que puedan explicar el comportamiento químico de algunas substancias. Menciona que las gotas al igual que la tierra adoptan una forma redonda debido a la gravedad. En la conclusión indica que la filosofía natural se perfeccionará si se siguen los métodos anteriormente propuestos y termina: «No cabe duda de que, si el culto a falsos dioses no hubiese cegado a los paganos, su filosofía moral habría ido más lejos de las cuatro llamadas virtudes cardinales y, en lugar de enseñar la transmigración de las almas y adorar al Sol, la Luna y los héroes muertos, nos habrían enseñado el culto al verdadero Autor y Benefactor, del mismo modo que lo hicieron sus antecesores bajo el gobierno de Noé y sus hijos, antes de que se corrompiesen».